# Bad Moms
Bad Moms ist eine US-amerikanische Filmkomödie von Jon Lucas und Scott Moore aus dem Jahr 2016. 2017 folgte die Fortsetzung Bad Moms 2.

## Handlung
Amy Mitchell ist 32, zweifache Mutter, verheiratet und hat einen stressigen, aber unterbezahlten Teilzeitjob in einer trendigen Firma, wo außer ihr nur superhippe junge Leute arbeiten. Sie steht ständig unter hohem Druck, alles perfekt zu machen, und ist völlig überarbeitet. Als sie herausfindet, dass ihr Mann sie virtuell im Internet betrügt, wird Amy alles zu viel und sie will sich aus den Zwängen des Familienlebens befreien. In den beiden Müttern Kiki und Carla findet sie zwei Verbündete. Gemeinsam beschließen sie, „Bad Moms“ zu sein und alle Verantwortungen hinter sich zu lassen, um selbst Spaß zu haben. Als erstes feiern sie ihre neue Freiheit ausgiebig und ohne schlechtes Gewissen in einer Bar. Weil Kiki noch in den Supermarkt muss, kommen die anderen beiden mit und mischen den Markt gehörig auf. Sie tun alles, was man dort eigentlich nicht machen sollte. Am nächsten Morgen macht Amy den Kindern kein Frühstück und erklärt ihnen, dass sie dies auch allein tun können. Zur Schule fährt sie die beiden mit dem Lieblingsauto ihres Mannes, was eigentlich tabu ist. Ins Büro geht sie nicht, sondern trifft sich lieber mit Kiki und Carla. Am nächsten Tag nimmt sie sich mit ihrer Tochter Jane eine Auszeit. Statt in die Schule fährt sie mit ihr in ein Wellnesshotel und genießt den Tag mit ihr. Am Abend beschließt sie zusammen mit Kiki und Carla, sich mit Männern zu amüsieren. Trotz aller Bemühungen bringt Amy es nicht fertig, mit einem der Kandidaten ins Bett zu gehen. Zufällig trifft sie in der Bar Jessie Harkness, einen gut aussehenden jungen Witwer, der von allen Müttern angehimmelt wird, wenn er seine Tochter zu Schule bringt. Mit ihm verbringt sie den restlichen Abend und fühlt sich sehr gut dabei.
Am nächsten Tag erfährt Amy in der Schule, dass ihre Tochter, obwohl die beste Stürmerin, für ein bevorstehendes Schulfußballmatch nicht aufgestellt werden soll, weil es der Elternratsvorsitzenden Gwendolyn James nicht passt. Kurzerhand beschließt Amy, bei der nächsten Wahl gegen Gwendolyn anzutreten, und gibt für alle, die sie wählen sollen, eine ausgelassene Party. Sie verspricht den Frauen, sich dafür einzusetzen, dass in der Schule endlich mal weniger gemacht wird und ihre Kinder wieder Zeit finden sollen, Kind zu sein, anstatt alle möglichen Kurse zu belegen. Am Ende der Party trifft auf einmal auch Jessie ein und beide verbringen die Nacht miteinander. Sie ist sich im Klaren, dass sich ihre Ehe mit Mike damit am Ende befindet. Eine letzte Chance, daran festzuhalten, scheint eine Paartherapie zu sein, doch dieser Versuch scheitert. Amy und Mike trennen sich. Da es in der Schule bei den Kindern weitere Probleme gibt, geben die ihrer Mutter die Schuld und ziehen kurzerhand zu ihrem Vater ins Hotel. Amy ist darüber sehr deprimiert und will nun auch nicht mehr zur Wahl der Elternratsvorsitzenden antreten. Kiki und Carla schaffen es jedoch, Amys Kampfgeist wiederzuwecken. In wilder Fahrt rast Amy mit ihren Freundinnen durch die Stadt zur Schule und kommt gerade noch rechtzeitig, um ihre Kandidatenrede zu halten. Die hat sie aber gar nicht vorbereitet, und so spricht sie einfach über ihre Sorgen und Nöte als Mutter. Und damit spricht sie allen Anwesenden aus dem Herzen und alle outen sich nun, hier und da als Mutter versagt zu haben und auch nicht immer perfekt zu sein. Mit großer Mehrheit gewinnt Amy die Wahl und bedankt sich bei Kiki und Carla. Dabei entdeckt sie ihre Konkurrentin Gwendolyn, wie sie in ihrem Auto sitzt und bitterlich weint. Einfühlsam spricht Amy sie an und erfährt von ihr, welche Probleme sie gerade hat.
Am nächsten Tag entschuldigt sich Amy bei ihren Kindern für ihr seltsames Benehmen in den letzten Tagen. Dabei stellt sie fest, dass ihre beiden dadurch viel selbstständiger geworden sind. Als sie die Kinder in die Schule bringt, trifft sie dort auf Jessie, dem sie ungeniert ihre Liebe gesteht. Unschlüssig, was sie diesen Tag unternehmen wollen, werden Amy, Carla und Kiki von Gwendolyn zu einem Tag voller Spaß eingeladen – mit dem Privatjet ihres Mannes.

## Hintergrund
Das von Jon Lucas und Scott Moore, den Drehbuchautoren von Hangover (2009), verfasste Drehbuch sollte ursprünglich unter der Regie von Judd Apatow und mit dessen Frau Leslie Mann in einer der Hauptrollen verfilmt werden. Weil beide aufgrund von Terminkonflikten absprangen, nahmen Lucas und Moore selbst im Regiestuhl Platz.
Die Dreharbeiten zum Film liefen vom 31. Januar bis zum 1. März 2016 in New Orleans. Der Film feierte am 19. Juli 2016 Premiere in New York und kam in Deutschland am 22. September 2016 in die Kinos.
Martha Stewart hat einen Auftritt im Film.
Das Produktionsbudget betrug 20 Mio. US-Dollar. Das weltweite Einspielergebnis betrug rund 184 Mio. US-Dollar.

## Soundtrack
Der Soundtrack zum Film wurde am 29. Juli 2016 von STX Recordings veröffentlicht.
1. Janelle Monáe – Tightrope
2. Icona Pop – I Love It (feat. Charli XCX)
3. Dena Deadly – Hello Sunshine (feat. Memoir)
4. DNCE – Cake by the Ocean
5. Demi Lovato – Confident
6. Sophie Beem – Girl Will Be Girls
7. Garrett Kato – Sweet Jane
8. Foreigner – I Want to Know What Love Is
9. Walk the Moon – Shut Up and Dance
10. Christopher Lennertz & KT Tunstall – Bad Moms (Suite)
11. Christopher Lennertz & KT Tunstall – Enough Is Enough (Suite)
12. Christopher Lennertz & KT Tunstall – Get Your Tits Up (Suite)

## Kritik
Der Film erhielt von Kritikern gemischte Bewertungen. Auf Rotten Tomatoes hält er eine Bewertung von 60 %, basierend auf 134 gewerteten Kritiken und einer Durchschnittsbewertung von 5,7/10.
Christoph Petersen von Filmstarts vergab 3,5/5 Sternen und befand: „Derb und frech, warmherzig und sympathisch – Bad Moms bringt diese scheinbaren Gegensätze wunderbar zusammen.“

## Fortsetzungen
Im Dezember 2016 wurde bekannt, dass eine Fortsetzung mit dem Titel Bad Moms 2 (Originaltitel: A Bad Moms Christmas) für eine Veröffentlichung zu Weihnachten 2017 in Planung sei. Jon Lucas und Scott Moore übernehmen wieder die Rollen der Regisseure und Drehbuchautoren, außerdem sind Mila Kunis, Kristen Bell und Kathryn Hahn wieder in ihren jeweiligen Rollen zu sehen.
Im Oktober 2016 gab das Produktionsunternehmen STX Entertainment zudem bekannt, dass an einer Fortsetzung zu Bad Moms mit dem Titel Bad Dads gearbeitet werde. Als Veröffentlichungsdatum für US-Kinos wurde der 14. Juli 2017 angegeben. Der Film ist jedoch nicht erschienen.